# Phalacronotus
Phalacronotus — рід риб з родини Сомові ряду сомоподібних. Має 4 види. Раніше їх розглядали як членів роду Micronema.

## Опис
Загальна довжина представників цього роду коливається від 35 до 130 см. Голова помірного розміру (види різняться між собою за формою й розміром голови), морда витягнута, особливо щелепи. Очі маленькі. Тулуб масивний, витягнутий. Грудні та черевні плавці невеличкі. Спинний плавець відсутній. Анальний плавець доволі довгий: тягнеться від черева до хвоста. Хвостовий плавець середнього розміру, сильно роздвоєно.
Забарвлення переважно сріблясте, з синюватим або металевим відтінком ближче до черева, спина чорного забарвлення з різними відтінками.

## Спосіб життя
Є пелагічними рибами. Зустрічаються у великих і середніх річках, каналах й озерах. Часто схильні до тривалих міграцій, пов'язаних з сезоном дощів та місячним циклом. Живляться рибою, креветками, крабами і хробаками.
За свої смакові якості низка видів шанується в тайській кухні.

## Розповсюдження
Численні в басейні річки Меконг, зустрічається у водоймах Таїланду, Малайзії і островах Суматра і Калімантан.

## Види
- Phalacronotus apogon
- Phalacronotus bleekeri
- Phalacronotus micronemus
- Phalacronotus parvanalis